# Bruno Ruffo
Bruno Ruffo (Colognola ai Colli, 9 dicembre 1920 – Verona, 10 febbraio 2007) è stato un pilota motociclistico italiano.

## Biografia
La sua carriera nel motociclismo iniziò nel 1937, partecipando ad una gara locale sulla pista di Montagnana, dove si classificò secondo, in sella ad una vecchia Miller 250. Nel 1938 partecipò alla corsa in salita delle Torricelle, arrivando 4º. Allo scoppio del secondo conflitto mondiale fu chiamato alle armi e inviato sul fronte russo, ove rimase per oltre venti mesi.
Nell'estate del 1945 decise di acquistare una Moto Guzzi 250, con la quale si recò a Mantova per concorrere sul Circuito del Te e lo vinse; poi un secondo posto a Bologna e un primo al Circuito del Polesine, lo misero in luce nell'ambiente sportivo, consentendogli di partecipare e vincere il campionato categoria cadetti del 1946, con ben nove vittorie sulle undici gare disputate, a Monza, Ferrara, Pesaro,Forlì, Genova, e due volte a Vicenza e Merano.
I campionati di prima categoria del 1947 e 1948 furono disputati da Ruffo su Moto Guzzi 250 da privato e dopo la vittoria al GP delle Nazioni di Faenza la casa di Mandello lo chiamò a far parte della squadra ufficiale per la stagione 1949, anno di nascita del motomondiale, che lo vide trionfare nel Gran Premio motociclistico di Svizzera e aggiudicarsi con un secondo posto al GP d'Irlanda e un quarto al GP d'Italia, il primo titolo mondiale piloti della storia nella classe 250. Nello stesso anno si aggiudicò anche il titolo di campione italiano di prima categoria, nella medesima classe.
L'anno successivo, La Moto Guzzi ebbe una fase di rallentamento nell'attività sportiva, dovuta a disaccordi amministrativi, e consentì a Ruffo di correre con altre case in classi non concorrenti, pur mantenendolo sotto contratto. Trovato subito un ingaggio, riuscì a conquistare il titolo iridato nella Classe 125, in sella ad una Mondial.
Il 1951 vide il ritorno al motomondiale in forze della Moto Guzzi e Ruffo tornò a gareggiare con la "250" della casa di Mandello del Lario, aggiudicandosi il suo terzo titolo mondiale consecutivo.
Nel 1952 sembrava candidato al 4º titolo iridato, ma un brutto incidente al circuito di Solitude di Stoccarda durante il GP di Germania lo costrinse al ritiro per l'intera stagione. L'incidente fu innescato dal compagno di squadra Lorenzetti che Ruffo, in testa alla corsa, fece passare all'ultimo giro per un ordine di scuderia. La vittoria fu così colta insperatamente da Rudi Felgenheier su DKW. Fu l'unica gara della stagione, nella classe 250, non conquistata dalla Moto Guzzi.
Nel 1953 sempre su Moto Guzzi 250 corre a Mestre e Siracusa, vincendo. Poi, un altro brutto incidente durante le prove del Tourist Trophy, lo decise ad abbandonare definitivamente le competizioni motociclistiche, per continuare saltuariamente con le corse in automobile. Fu pilota ufficiale Alfa Romeo e Maserati, auto con le quali conquistò numerosi posti sul podio. Nel 1958, durante una gara in salita a bordo della Maserati 2000, la vettura si capovolse ad oltre 200 km/h, lasciandolo ferito e bloccato sotto le lamiere. Quella gara segnò il suo definitivo ritiro dalle corse.
Bruno Ruffo, inoltre, nella sua carriera ha firmato 61 record mondiali di velocità su Moto Guzzi (a Monza nel 1948 e a Montlhery nel 1950).
È stato Campione Italiano, oltre che nel 1946 (2ª categoria 250cc), anche nel 1949 e 1951 (1ª categoria 250cc).
Nel 1955 il Presidente Giovanni Gronchi conferì a Ruffo l'onorificenza di Cavaliere dell'Ordine al Merito della Repubblica Italiana.
Nel 2003 il presidente Ciampi conferì l'onorificenza di Commendatore dell'Ordine al Merito della Repubblica Italiana a Bruno Ruffo e con lui altri campioni del mondiale come Giacomo Agostini, Pier Paolo Bianchi, Eugenio Lazzarini e Carlo Ubbiali.

## Risultati nel motomondiale

### Classe 125
| 1950 | Classe | Moto    |    |    |   |    |   |   |  |  |  | Punti | Pos. |
| ---- | ------ | ------- | -- | -- | - | -- | - | - |  |  |  | ----- | ---- |
| 1950 | 125    | Mondial | NE | NE | 1 | NE | 2 | 4 |  |  |  | 17    | 1º   |

| Legenda | 1º posto        | 2º posto            | 3º posto            | A punti      | Senza punti        | Grassetto – Pole position Corsivo – Giro più veloce |
| Legenda | Gara non valida | Non qual./Non part. | Ritirato/Non class. | Squalificato | '-' Dato non disp. | Grassetto – Pole position Corsivo – Giro più veloce |

### Classe 250
| 1949 | Classe | Moto       |  |   |    |    |   |   |  |  |  | Punti | Pos. |
| ---- | ------ | ---------- |  | - | -- | -- | - | - |  |  |  | ----- | ---- |
| 1949 | 250    | Moto Guzzi |  | 1 | NE | NE | 2 | 4 |  |  |  | 24    | 1º   |

| 1950 | Classe | Moto       |  |    |    |   |  |  |  |  |  | Punti | Pos. |
| ---- | ------ | ---------- |  | -- | -- | - |  |  |  |  |  | ----- | ---- |
| 1950 | 250    | Moto Guzzi |  | NE | NE | 2 |  |  |  |  |  | 6     | 3º   |

| 1951 | Classe | Moto       |    |   |  |    |    |   |   |   |  | Punti | Pos. |
| ---- | ------ | ---------- | -- | - |  | -- | -- | - | - | - |  | ----- | ---- |
| 1951 | 250    | Moto Guzzi | NE | 2 |  | NE | NE | 1 | 1 | 3 |  | 22    | 1º   |

| 1952 | Classe | Moto       |     |   |   |    |     |  |  |    |  | Punti | Pos. |
| ---- | ------ | ---------- | --- | - | - | -- | --- |  |  | -- |  | ----- | ---- |
| 1952 | 250    | Moto Guzzi | Rit | 6 | 2 | NE | Rit |  |  | NE |  | 7     | 6º   |

| Legenda | 1º posto        | 2º posto            | 3º posto            | A punti      | Senza punti        | Grassetto – Pole position Corsivo – Giro più veloce |
| Legenda | Gara non valida | Non qual./Non part. | Ritirato/Non class. | Squalificato | '-' Dato non disp. | Grassetto – Pole position Corsivo – Giro più veloce |

### Classe 500
| 1951 | Classe | Moto       |  |  |  |  |     |  |  |   |  | Punti | Pos. |
| ---- | ------ | ---------- |  |  |  |  | --- |  |  | - |  | ----- | ---- |
| 1951 | 500    | Moto Guzzi |  |  |  |  | Rit |  |  | 5 |  | 2     | 19º  |

| Legenda | 1º posto        | 2º posto            | 3º posto            | A punti      | Senza punti        | Grassetto – Pole position Corsivo – Giro più veloce |
| Legenda | Gara non valida | Non qual./Non part. | Ritirato/Non class. | Squalificato | '-' Dato non disp. | Grassetto – Pole position Corsivo – Giro più veloce |

## Aneddoti
- Racconta Umberto Todero che Bruno Ruffo era pilota con profondo senso di squadra e sempre ligio agli ordini di scuderia. Durante il Tourist Trophy del 1952, Ruffo conduceva la gara con grande margine sul compagno di squadra Fergus Anderson, ma la Moto Guzzi decise di segnalare a Ruffo l'opportunità di cedere la posizione al compagno inglese, probabilmente per avere maggior effetto pubblicitario dalla vittoria. Ruffo rallentò il suo ritmo, tanto da giungere 6º al traguardo. Todero lo redarguì scherzosamente: «Bruno, ti avevamo chiesto di aspettare Anderson, non di fermarti a prendere un tè».[3]